# Forbes (zespół muzyczny)
Forbes – szwedzki zespół muzyczny, założony w 1974 roku z inicjatywy wokalisty Petera Forbesa.

## Historia
W skład zespołu wchodzili Peter Forbes, Roger Capello, Claes Bure, Peter Björk, Anders Hector oraz Chino Mariano. Z utworem „Beatles” Svena-Olofa Bagge’a i Claesa Bure’a grupa zwyciężyła w preselekcjach Melodifestivalen 1977, stanowiących krajowe eliminacje do 22. Konkursu Piosenki Eurowizji. 7 maja 1977 roku formacja wystąpiła z 13. numerem startowym w finale konkursu. W związku z regulaminowym powrotem do zasady śpiewania w ojczystym języku, „Beatles” zostało wykonane w języku szwedzkim. Ostatecznie piosenka zdobyła 2 punkty, a Szwecja zajęła ostatnie, 18. miejsce. 
Kompozycja poświęcona była popularnej brytyjskiej grupie The Beatles, a w jej tekście znalazły się odniesienia do kilku przebojów zespołu („Yeah, yeah, yeah” w refrenie nawiązywało do utworu „She Loves You”, a w pierwszej zwrotce wspomniano tytuł „Yesterday”). Utwór dotarł do 3. miejsca na oficjalnej liście przebojów w Szwecji.

## Dyskografia
| Rok                                               | Dane dot. albumu                                                           | Pozycja na liście |
| Rok                                               | Dane dot. albumu                                                           | SWE               |
| ------------------------------------------------- | -------------------------------------------------------------------------- | ----------------- |
| 1977                                              | Big Deal - Wydany: 1977 - Wytwórnia: Metronome                             | 19                |
| 1978                                              | Sure I’m Scared of Flying, But... - Wydany: 1978 - Wytwórnia: Marcus Music | –                 |
| „–” oznacza, że album nie był notowany na liście. |                                                                            |                   |

| Rok  | Tytuł                            | Pozycja na liście |
| Rok  | Tytuł                            | SWE               |
| ---- | -------------------------------- | ----------------- |
| 1977 | „Beatles” / „Sweet Kiss of Fire” | 3                 |